# شعرينة حلزونية
الشعرينة الحلزونية (بالإنجليزية: Trichinella spiralis)‏ من الديدان الاسطوانية تصيب الجرذان والخنازير والاٍنسان .

## وصف الدودة
الديدان الشعرينية هي أصغر أنواع الديدان الاسطوانية التي تتطفل على الإنسان، لدى تلك الدودة دورة حياة غير المعتادة وواحدة من أكثر الطفيليات انتشارًا وأهمية في العالم.

## الأعراض
تبدأ الأعراض الأولية في الظهور بعد 12 ساعة إلى يومين من تناول اللحم المصاب. تحرك الديدان في النسيج الطلائي المعوي يسبب أذى لنسيج العائل والنفايات المنتجة التي تفرزها الديدان يمكن أن تؤدي إلى رد فعل مناعي. الالتهاب الناتج يؤدي إلى أعراض مثل الغثيان، القيء، التعرق والإسهال. 5-7 أيام بعد ظهور الأعراض تحدث الحمى ووذمة وجهية. بعد 10 أيام يحدث آلام عضلية مبرحة، صعوبة في التنفس، ضعف النبض وانخفاض ضغط الدم، إصابة القلب واضطرابات عصبية مختلفة وفي نهاية المطاف تحدث الوفاة بسبب الفشل القلبي، المضاعفات التنفسية أو اضطراب في الكلى.